# La scatola nera (romanzo Michael Connelly)
La scatola nera (The Black Box) è un romanzo dello scrittore statunitense Michael Connelly, edito nel 2012, pubblicato in Italia nel 2015.
È il sedicesimo romanzo con protagonista il detective Harry Bosch.
Nel 2012 il libro ha vinto il Premio RBA de Novela Negra.

## Trama
Nella sezione Crimini Irrisolti Bosch sta indagando sulla morte di una giovane fotoreporter danese uccisa durante la rivolta nera del 1992 a di Los Angeles. 
Venti anni prima l'omicidio di "Biancaneve" era stato inizialmente seguito dal giovane Bosch a cui il caso era stato però subito sottratto.

## Edizioni
- Michael Connelly, La scatola nera, Piemme, 2015,  p. 365, ISBN 9788866216322.